# Bandeira do Camboja
A bandeira do Camboja foi adotada oficialmente em 23 de setembro de 1993, após o restabelecimento da monarquia no país. A bandeira possui três listras horizontais, tendo a central (de cor vermelha) o dobro da largura das outras duas faixas (de cor azul). No meio da faixa vermelha está representada a entrada do templo de Angkor Wat.

## Bandeiras históricas

Camboja sob domínio francês (1868-1942, 1945-1948)
Camboja sob domínio japonês (1942-1945)
Reino do Camboja (1953-1970)
República Khmer (1970-1975)
Kampuchea Democrático (1975-1979)
República Popular do Kampuchea (1979-1989)
Estado do Camboja (1989-1991)
UNTAC (1991-1993)